# Elchin Guliyev
Elchin Isa oglu Guliyev (en azerí: Elçin Isa oğlu Quliyev; Sumqayit, 22 de septiembre de 1967) es Jefe del Servicio de Fronteras Estatales de Azerbaiyán.

## Biografía
Elchin Guliyev nació el 22 de septiembre de 1967 en Sumqayit. En 1974-1982 estudió en la escuela N.º 20 y 23 y en 1982-1984 en el Liceo Militar Jamshid Nakhchivanski. En 1984 ingresó en la Escuela Militar Superior de Azerbaiyán Heydar Aliyev. De 1988 a 1992 ocupó varios cargos en el Grupo de Fuerzas del Norte del Ejército Soviético en Polonia. Después de la restauración de la independencia de Azerbaiyán, se desempeñó como comandante de la unidad del Ejército de las Fuerzas Armadas de Azerbaiyán de 1992 a 2001.

### Carrera política
En 2001 fue nombrado Viceministro de Seguridad Nacional y Comandante de la Guardia Fronteriza de Azerbaiyán por el presidente Heydar Alíyev. Recibió el rango militar mayor general en 2001, teniente general en 2003 y coronel general en 2014.
En 2002 fue designado Jefe del Servicio de Fronteras Estatales de la República de Azerbaiyán. En 2009 fue elegido presidente de la Federación de Equitación de Azerbaiyán.
El 19 de octubre de 2020 el Comandante en Jefe de las Fuerzas Armadas de la República de Azerbaiyán, el presidente Ilham Aliyev felicitó a coronel general Elchin Guliyev, por  izar la bandera azerbaiyana sobre el puente de Judafarín y liberar varios asentamientos con la participación del Servicio de Fronteras Estatales.

## Premios y títulos
- Medalla de distinción en el Servicio Militar (Azerbaiyán) (3.º grado)
- Medalla de distinción en el Servicio Militar (Azerbaiyán) (2.º grado)
- Medalla de distinción en el Servicio Militar (Azerbaiyán) (1.º grado)
- Medalla "Centenario del ejército azerbaiyano"
- Orden de la Bandera de Azerbaiyán (2017)
- Orden "Por el servicio a la patria" (2018)[3]
- Orden “Rashadat” (2019)
- Orden Victoria (2020)[4]